# Засади (Крижевці)
Засади (словен. Zasadi) — поселення в общині Крижевці, Помурський регіон, Словенія. Висота над рівнем моря: 250,2 м.